# MHSKタシュケント
MHSKタシュケント (英語: MHSK Tashkent、ウズベク語: Markaziy Harbiy Sport Klubi / Марказий Ҳарбий спорт клуби) はウズベキスタンの首都タシュケントを本拠地としていたプロサッカークラブである。2001年に解散となった。

## 歴史
MHSKタシュケントは1992年に創設されたウズベク・リーグに参加し、1998年まで7シーズンに渡って1部リーグで戦っていた。1997年にはリーグ優勝、1995年にはウズベキスタン・カップで準優勝を成し遂げている。1998年シーズンに最下位の16位でシーズンを終え、2部に降格となった。1999、2000年シーズンには昇格を果たすことができず、2001年シーズンが始まる前にリーグ参加を辞退し解散が決まった。

## クラブ名の変遷
- -1992年: ウミード (Umid)
- 1992年: パフタコール79 (Pakhtakor-79)
- 1993年: ビノコール (Binokor)
- 1993年—2001年: MHSKタシュケント

## 獲得タイトル
- ウズベク・リーグ 優勝: 1
  - 1997
- ウズベキスタン・カップ 準優勝: 1
  - 1995

## 歴代監督
| 氏名              | 国籍               | 期間  |
| ----------------- | ------------------ | ----- |
| Bahrom Khakimov   | ウズベキスタンの旗 | 1994- |
| Rustam Mirsodiqov | ウズベキスタンの旗 | 1997  |

## 歴代所属選手
- ウルグベク・アサンバイェフ（英語版）
- シュフラト・ママジャノフ（英語版）
- アザマト・アブドゥライモフ
- Fevzi Davletov
- ヌモン・ハサノフ
- Abduqahor Ma'rufaliev
- Shuhrat Rahmonqulov
- Oybek Usmonkhujaev
- Alexander Kozhuhov
- オレグ・ベリャコフ（英語版）